# Nova Bandeirantes
Nova Bandeirantes é um município brasileiro do estado de Mato Grosso.

## História
A origem do nome é em virtude do colonizador ser oriundo de Bandeirantes (Paraná).
Como a maioria das cidades mato-grossenses, Nova Bandeirantes foi fruto do projeto de colonização. Colonizadora Bandeirantes Ltda - COBAN, iniciou a abertura da Rodovia MT-208, trecho compreendido entre Alto Paraíso à Nova Bandeirantes. No dia 11 de agosto de 1982, nascia Nova Bandeirantes, quando foi dado início a construção do escritório da COBAN. Neste mes- mo ano foram assentados os primeiros colonos e os primeiros comerciantes abriram suas portas.

## Emancipação
O passo inicial para a criação do Distrito de Nova Bandeirantes foi dado no dia 13 de maio de 1985, quando a Câmara Municipal de Alta Floresta - MT (município mãe), reunida extraordinariamente em Nova Bandeirantes, aprovou o projeto de Lei que deu origem a criação dos Distritos de Nova Bandeirantes e Apiacás, durante a gestão do Prefeito Municipal de Alta Floresta, o Sr. Edson Santos.
O Distrito de Nova Bandeirantes foi elevado a categoria de município através da Lei Estadual n. 5.903 de 20 de dezembro de 1991; projeto este de autoria dos Deputados Estaduais João Teixeira e Osvaldo Paiva, durante a gestão do então governador Jaime Veríssimo Campos.
Nova Bandeirantes em sua primeira eleição,  realizada no dia 3 de outubro de 1992, contou com 2.778 eleitores,  onde foi eleito então o primeiro Prefeito Municipal de Nova Bandeirantes - MT, Sebastião Moreira dos Santo, vulgo, Tião Matrinchã.
Considerada a Capital do Café.

## Geografia
Localiza-se a uma latitude 09º50'59" sul e a uma longitude 57º48'38" oeste, estando a uma altitude de 200 metros. Sua população estimada em 2017 foi estimada em 14.473 habitantes.
O município está localizado na mesorregião do Norte Mato-Grossense na microrregião da Alta Floresta, extremo norte do estado de Mato Grosso e entre os meridianos oeste 57,3° - 58,4° e entre os paralelos sul 9,0° - 10,3°. Tem uma altitude media de 210m do nível do mar.   Estabelece divisa ao Norte com o município de Apiacás, ao Sul com o Município de Juara, ao Leste com o município de Nova Monte Verde e a Oeste com os município de Cotriguaçu e Juruena.

### Clima
O clima predominante é o tropical, caracterizado por temperaturas elevadas e de grande umidade  (tropical quente e sub-úmido). As precipitações variam entre 2000 a 2750 mm3/ano, sendo bem distribuídas durante todo ano. As temperaturas elevadas ocorrem, sobretudo, na primavera e no verão, ficando a média anual de 26° centigrados. O período chuvoso compreende os meses de Novembro a Março e o período de estiagem de abril a outubro. A temperatura mínima registrada no município foi de 5,8C° em Julho de 1993

### Vegetação
Predominante a Floresta Hidrófila Perinifólia Hilhama Amazônica, prolongamento daquela que ocorre nas áreas mais úmidas da Região Norte do País. Caracteriza-se pela heterogeneidade de espécies vegetais pelo elevado porte de suas árvores (T de 30m) e pelo seu aspecto denso.

### Relevo
A depressão da Amazônia Meridional é a umidade geomorfológica predominante do município. Estende-se desde a borda sul da bacia sedimentar do Amazonas até o Planalto dos Parecis, ao sul e coalescendo a leste com as Depressões do Araguaia - Tocantins. É uma formação de superfície rebaixada e dissecada em forma predominante convexas seccionadas pelos principais rios da área. Destaca-se ainda no município a presença de planaltos residuais do Norte de Mato Grosso, no qual se destaca a Serra dos Caiabis e a Serra dos Apiacás.

### Hidrografia
Região de influência da  Bacia Amazônica,  portanto de uma rica formação hidrográfica,  o município tem um número razoável  de  pequenos cursos d'água em sua área, porém  destacam-se  dos  demais  rios de maior importância o rio Apiacás (afluente direto do Teles Pires) e o rio Matrinchã ou São João da Barra (afluente direto do rio Juruena).

### Solo
Ocorrência de um tipo de solo mal drenado e pedogeneticamente pouco desenvolvido, o Glei pouco úmido. Estes solos tem grande variabilidade devido à heterogeneidade de materias geológicos  transportados e depositados pela diferença ação flú-vio morfológico na rede de frenagem da região. Possui ainda formação de Areias Quartzosas e de solos Podzólico Vermelho Amarelo Álico.

### Topografia
70% plana, 10% levemente ondulada, 10% ondulada e 10% montanhoso.

## Últimos prefeitos eleitos
| Ano  | Prefeito          | Partido | Votos | %     | Ref    |
| ---- | ----------------- | ------- | ----- | ----- | ------ |
| 2004 | Valdir Barranco   | PT      | 1.580 | 29,9  | [ 8 ]  |
| 2008 | Valdir Rio Branco | PMDB    | 2.623 | 40,47 | [ 9 ]  |
| 2012 | Sol               | PSD     | 4.044 | 60,76 | [ 10 ] |
| 2016 | Valdir Rio Branco | PSB     | 2.444 | 37,52 | [ 11 ] |
| 2020 | Cesar Perigo      | MDB     | 2.548 | 43,21 | [ 12 ] |